# Juan Afonso Pimentel
Juan Afonso Pimentel (1400-1437), eerste graaf van Mallorca, was een Spaanse edelman.
Juan Pimentel was een zoon van Rodrigo Afonso Pimentel, de 2e graaf van Benavente en Leonor Enriquez de Mendoza. Hij werd vooral bekend door zijn rol in het neerslaan van de opstand van de Irmandiños.

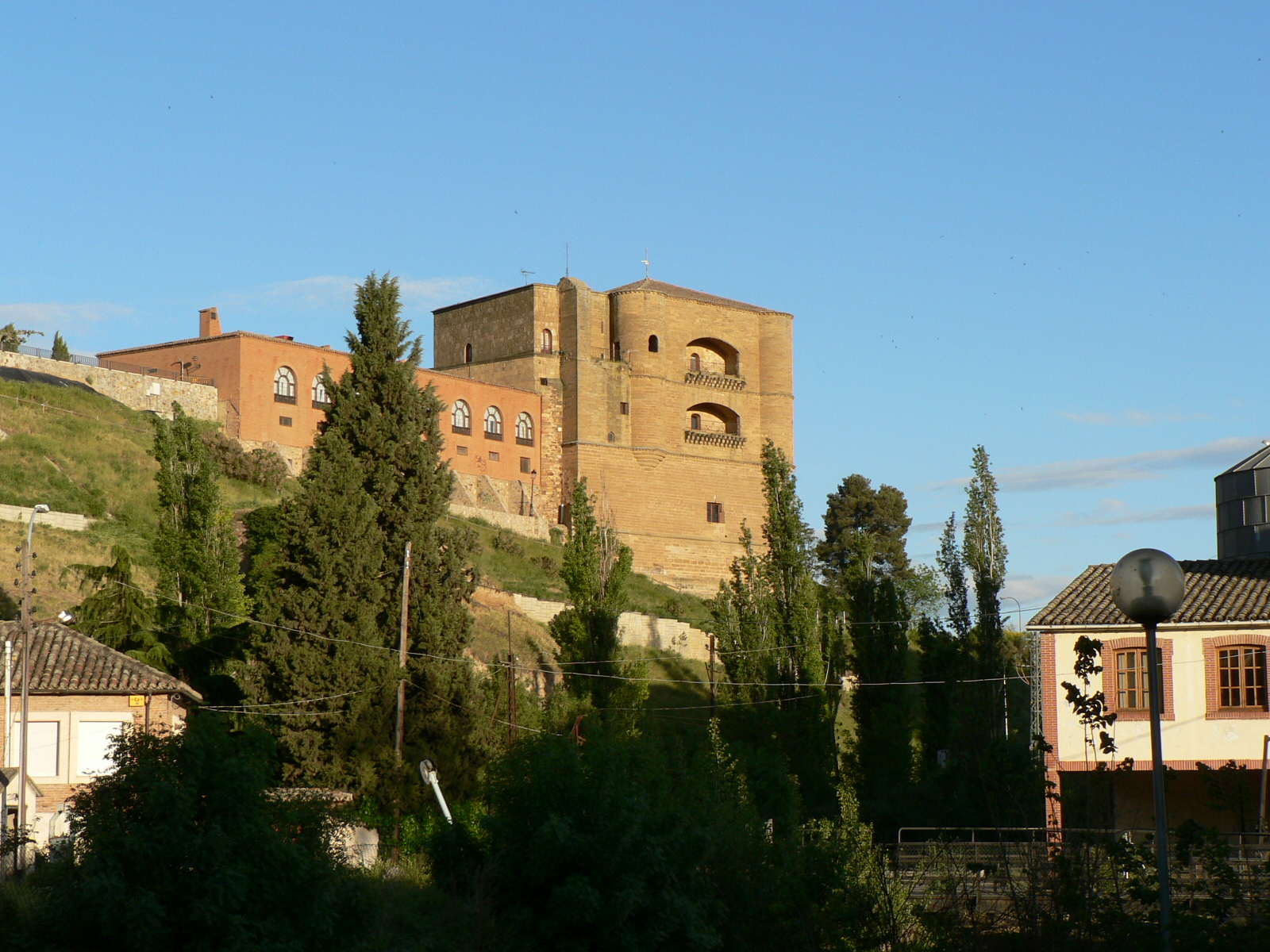
De Slakketoren in Benavente (Zamora)

De familie Pimentel was oorspronkelijk van Portugese afkomst, maar werd gedwongen Portugal te verlaten omdat zij Castiliaanse aanspraken op de Portugese troon hadden gesteund.
In 1398 kreeg de grootvader van Juan Pimentel, Juan Alonso Pimentel (ca. 1340 – ca. 1420) van koning Hendrik III van Castilië het land in en om de stad  Benavente als ruil voor zijn steun. De Pimentels wisten hun macht snel uit te breiden en omstreeks de helft van de 15e eeuw domineerde de familie een groot deel van León en Zamora.
Juan Pimentel trouwde in 1432 met Elvira de Zúñiga (ca. 1400 – ca. 1465), dochter van Pedro de Zuñiga, een rijke edelman afkomstig uit Castilië en Isabel de Guzmán, derde Dame van Gibraleón).

## Juan Pimentel en de Irmandiños
Ten tijde van Juan Pimentel kwamen boeren en burgers in Galicië in opstand tegen hun feodale heersers en tegen de hogere geestelijkheid. De bisschop van Santiago de Compostela, Alonso II de Fonseca, werd hierdoor gedwongen naar Portugal vluchtten. Hij verenigde zich met de edelen wier macht door de Irmandiños werd bedreigd. In 1469/70 vielen drie legers Galicië binnen. Het eerste onder leiding van Pedro Alvarez de Soutomayor vanuit het noorden van Portugal. Dit leger volgde de route van Tui, via Pontevedra en Padrón naar Santiago. Het tweede werd aangevoerd door Fonseca vanuit Salamanca, Het derde werd aangevoerd door de Graaf van Lemos, en rukte op vanaf Ponferrada naar Monforte de Lemos. De drie legers kwamen ten slotte in de buurt van Santiago de Compostela samen. Pedro Alvarez de Soutomaior nam bij verrassing de aanvoerder van de Irmandiños gevangen. Juan Pimentel trok daarna naar Lugo om zich daar meester te maken van deze stad.
De opstand was neergeslagen, maar kort daarna werd er opnieuw strijd geleverd.
In november 1470 verenigden acht edelmannen zich in het Verdrag van Puente Cabrero om een front te vormen tegen de bisschop van Santiago, Alonso II de Fonseca. Deze had inmiddels een pact met de Irmandiños gesloten, en werd bovendien gesteund door de schoonzus van de graaf van Lemos, Pedro Álvarez Osorio, de markiezin van Astorga.
De edelen, de graaf van Lemos, Juan de Zúñiga, Sancho de Ulloa, Pedro Madruga, López Sánchez de Moscoso, Diego de Andrade, Sueiro Gómez de Soutomaior en Diego van Lemos, legden een eed af waarbij ze verklaarden dat ze elkaar zouden bijstaan als ze worden aangevallen door de bisschop.

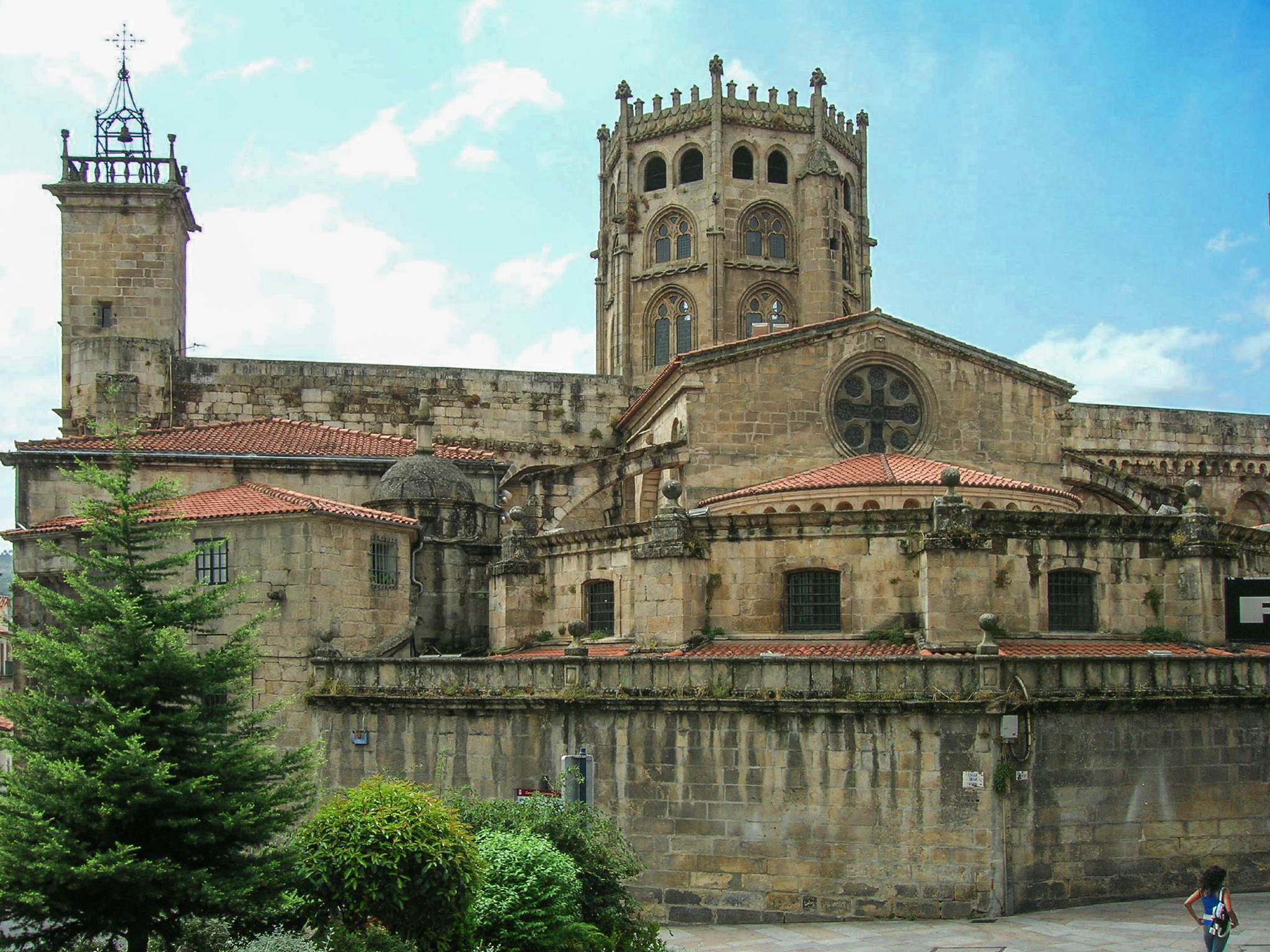
De Kathedraal van Ourense, waarvan in 1471 door Juan Pimentel een belangrijk deel werd verwoest

De graaf van Lemos, Pedro Alvarez Osorío, verbrak echter dit bondgenootschap. Hij maakte aanspraak op Ourense, bezette vervolgens deze stad en verschanste zich in de kathedraal samen met de burgemeester en de belangrijke burgers.
Juan Pimentel schoot zijn broer, Rodrigo Alonso Pimentel, graaf van Benavente, te hulp. Ze vielen de kathedraal aan en verwoestten deze gedeeltelijk. Uiteindelijk werd er vrede gesloten tussen de huizen van Benavente en Lemos, hetgeen door een huwelijk werd bezegeld.
Juan Afonso Pimentel stierf toen hij tijdens een oefening met een bijl zijn dienaar Lope de la Torre beval om hem met een knots aan te vallen. Deze Lope de la Torre sloeg zijn baas daarop zo hard in het gezicht dat deze aan zijn verwondingen overleed.

## Nageslacht
Uit het huwelijk met Elvira werd één dochter geboren:
- Leonor Pimentel later getrouwd met Álvaro de Zuñiga y Leiva, 1e Hertog van Bejar